# 南庄坪街道
南庄坪街道，是中华人民共和国湖南省张家界市永定区下辖的一个乡镇级行政单位。

## 行政区划
南庄坪街道下辖以下地区：
南庄坪社区、邢家巷社区、三眼桥社区、机场社区、永康社区、茅坪社区和大悲庵社区。